# مرانا
مرانا (به ایتالیایی: Merana) یک کومونه در ایتالیا است که در استان آلساندریا واقع شده‌است.

## خصوصیات
مرانا ۹٫۳ کیلومترمربع مساحت و ۱۸۲ نفر جمعیت دارد و ۲۵۳ متر بالاتر از سطح دریا واقع شده‌است.